# Neoptodes
Neoptodes là một chi bướm đêm thuộc họ Erebidae.